# روزنه امید (فیلم ۲۰۱۹)
روزنه امید (به انگلیسی: Hope Gap) فیلمی محصول سال ۲۰۱۹ و به کارگردانی ویلیام نیکلسون است. در این فیلم بازیگرانی همچون آنت بنینگ، بیل نای، جاش اوکانر، عایشه هارت، رایان مک‌کین، استیون پیسی، نیکلاس برنز و نیکلاس بلین ایفای نقش کرده‌اند.